# Ванников Борис Львович
Бори́с Льво́вич Ва́нников (26 серпня 1897, Баку — 22 лютого 1962, Москва) — радянський державний діяч, народний комісар озброєння СРСР, народний комісар боєприпасів СРСР. У 1945–1953 — начальник Першого головного управління при РНК СРСР (з 1946 — при Раді міністрів) СРСР (організація виробництва ядерної зброї). Генерал-полковник інженерно-технічної служби (1944). Член ЦК КПРС у 1939—1961 роках. Депутат Верховної ради СРСР 2-го скликання. Депутат Верховної ради РРФСР 3-го скликання. Один з перших тричі Героїв Соціалістичної Праці (3.06.1942, 29.10.1949, 4.01.1954).

## Біографія
Народився 26 серпня (7 вересня) 1897 року в Баку в єврейській родині робітника-нафтовика. Після закінчення початкової школи працював робітником на нафтопромислах, потім на дорожньому будівництві, також слюсарем на заводі.
У 1916 вступив в Партію соціалістів-революціонерів, але в 1917 році вийшов з неї. У 1917 році працював молодшим десятником на будівництві доріг на Кавказі.
У 1918 році закінчив Бакинське політехнічне училище. 
У 1918—1919 роках служив у Червоній армії. Член РКП(б) з 1919 року.
У 1919—1920 роках перебував на підпільній роботі в Баку, а потім в Тифлісі.
У 1920 році знову був направлений на роботу в Баку, який на той час уже був під контролем більшовицької влади, працював співробітником при старшому інспекторі Народного комісаріату Робітничо-селянської інспекції (РСІ) РРФСР. У 1920 році переїхав до Москви. З 1921 року — старший інспектор, з 1924 року — заступник керуючого економічної інспекції Народного комісаріату Робітничо-селянської інспекції РРФСР.
Одночасно навчався в Московському вищому технічному училищі імені Баумана, яке закінчив у 1926 році.
З 1927 року — інженер, начальник цеху, технічний директор заводу сільськогосподарського машинобудування в місті Люберцях Московської губернії. У 1930—1933 роках — начальник відділу автотракторного машинобудування — заступник начальника Головного управління сільськогосподарського машинобудування Вищої ради народного господарства СРСР.
У 1933—1936 роках — директор Тульського збройового заводу. У 1936 році — директор машинобудівного заводу в Пермі.
У грудні 1936 — січні 1937 року — начальник Головного артилерійсько-танкового управління Народного комісаріату оборонної промисловості СРСР. У січні — 21 грудня 1937 року — начальник Головного танкового управління Народного комісаріату оборонної промисловості СРСР.
21 грудня 1937 — 11 січня 1939 року — заступник народного комісара оборонної промисловості СРСР.
11 січня 1939 — 9 червня 1941 року — народний комісар озброєння СРСР.
7 червня 1941 року був заарештований органами НКДБ, але вже 20 липня 1941 року звільнений з ув'язнення.
У серпні 1941 — 16 лютого 1942 року — заступник народного комісара озброєння СРСР.
16 лютого 1942 — 7 січня 1946 року — народний комісар боєприпасів СРСР.
Одночасно 20 серпня 1945 — 26 червня 1953 року — начальник I-го головного управління при РНК (РМ) СРСР, член Спеціального комітету № 1 при РМ СРСР. Відігравав важливу роль у роботах зі створення в СРСР атомної бомби, а потім і виробництва ядерної зброї.
7 січня — 26 червня 1946 року — народний комісар (міністр) сільськогосподарського машинобудування СРСР.
26 червня 1953 — лютий 1958 року — 1-й заступник міністра середнього машинобудування СРСР.
З лютого 1958 року — у відставці в Москві.
Помер 22 лютого 1962 року в Москві. Урна з його прахом похована в Кремлівській стіні на Красній площі.

## Звання
- генерал-лейтенант інженерно-артилерійської служби (24.01.1944)
- генерал-полковник інженерно-артилерійської служби (18.11.1944)

## Нагороди
- тричі Герой Соціалістичної Праці (3.06.1942, 29.10.1949, 4.01.1954)
- шість орденів Леніна (23.02.1939; 3.06.1942; 5.08.1944; 6.09.1947; 11.09.1956; 16.09.1957).
- Орден Кутузова I ступеня (18.11.1944)
- Орден Суворова I ступеня (16.09.1945)
- Сталінська премія (1951, 1953)

## Публікації
- Ванников Б. Л. Записки наркома
- Из записок Наркома вооружения. // Военно-исторический журнал, 1962, № 10.
- Оборонная промышленность СССР накануне войны. // Вопросы истории 1968, № 10; 1969, № 1.
- Из записок наркома. // Новая и новейшая история. — 1988. — № 1.

## Пам'ять
- На батьківщині, в Баку, в травні 1982 року встановлено погруддя героя.
- Іменем наркома названі:

- Машинобудівний завод «Штамп» імені Б. Л. Ванникова в Тулі.